# Kayla McAlister
Pour les articles homonymes, voir McAlister.

b Matchs officiels uniquement.
Kayla McAlister, née le 6 août 1988 à Waitara (Nouvelle-Zélande), est une joueuse internationale néo-zélandaise de rugby à sept.
Avec sa sélection elle remporte à trois reprises les Women's Sevens Series, de 2013 à 2015, et la Coupe du monde 2013. Lors de la première apparition du rugby à sept aux Jeux olympiques, pendant le tournoi féminin des Jeux olympiques d'été de 2016 à Rio de Janeiro, elle remporte la médaille d'argent. Sur le plan individuel, elle est désignée meilleure joueuse du monde de rugby à sept en 2013.

## Biographie

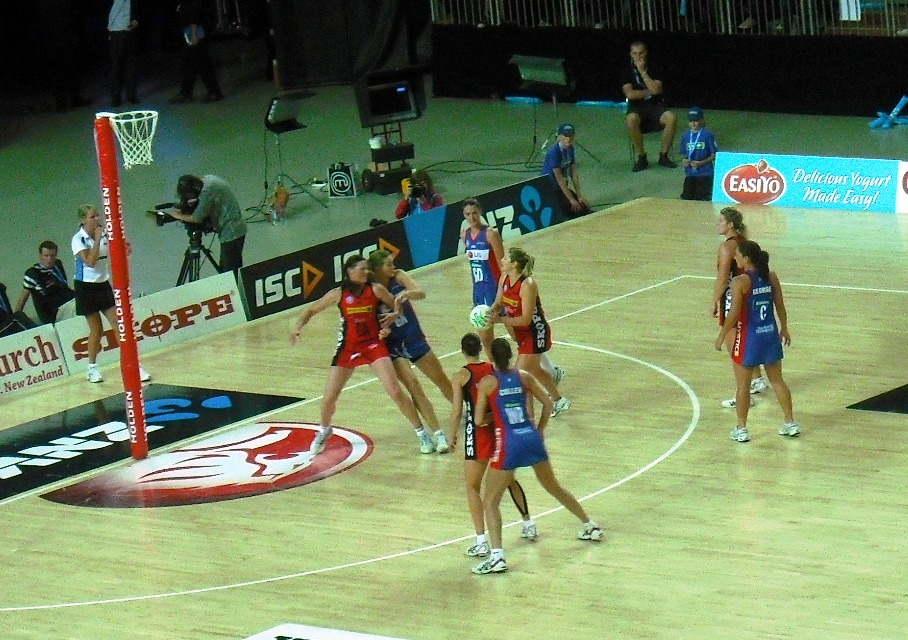
Action de Netball.

Kayla McAlister joue pendant seize ans au netball, le sport féminin le plus important en Nouvelle-Zélande, avec l'ambition de porter un jour le maillot des Silver Ferns, l'équipe néo-zélandaise. Elle évolue avec Auckland et une année avec l'équipe de Northern Mystics qui évolue dans le championnat trans-tasmanien ANZ Championship, en 2011, où les Mystics disputent la finale. Elle est ensuite releguée à un poste de remplaçant aux côtés de Portia Woodman.
En 2012, elle répond avec sa coéquipière Porta Woodman à une annonce concernant le programme de recrutement Go4Gold pour construire une Équipe de Nouvelle-Zélande pour le retour du rugby au programme des Jeux olympiques d'été. Lors du camp de sélection, elles sont surprises de la tenue des autres participantes : short au lieu de leur robe, différence qui reste un longtemps un sujet de plaisanterie entre les partenaires issues de sport différents au cours des années suivantes. McAllister, qui essayait d'éviter toutes les tentatives faites par son père et son frère pour la faire participer à leurs entraînements, se voit confronter à une préparation quasi-militaire.
Elle fait ses débuts quelques mois plus tard lors d'un tournoi aux Fidji nommé Oceania Women’s Sevens Championship. Pour sa première saison en Women's Sevens Serie, elle inscrit vingt essais, meilleur bilan pour une néo-zélandaise devant Woodman. La Nouvelle-Zélande remporte trois des quatre tournois de cette première édition, terminant quatrième du deuxième tournoi, remportant ainsi la première édition des Women's Sevens Serie. Elle remporte également la coupe du monde, la Nouvelle-Zélande l'emportant en finale face au Canada sur le score de 29 à 12. McAlister inscrit un essai lors de cette rencontre,. Kayla McAlister est désignée meilleure joueuse du monde de rugby à sept au terme de la saison,,.
En 2014, devant les exigences de son sport en termes de disponibilité, elle doit quitter son emploi de poste administratif au sein du ministère de la justice, poste qu'elle occupait depuis cinq ans. La Nouvelle-Zélande gagne pour la deuxième fois les Women's Sevens Serie en remportant la dernière étape, la troisième victoire de la saison, en s'imposant 29 à 12 face à l'Australie avec un essai de McAlister. Elle figure parmi les dernières candidates au titre de joueuse de l'année, titre finalement attribué à l'Australienne Emilee Cherry.
Blessé au cou, elle ne dispute pas le premier tournoi de la saison des Sevens Serie à Dubai. En mars 2015, elle fait son retour au sein de l'équipe néo-zélandaise lors de la deuxième étape, lors du tournoi de São Paulo. La Nouvelle-Zélande, victorieuse des quatre premières des six étapes renmportent de nouveau les Women's Sevens Serie.

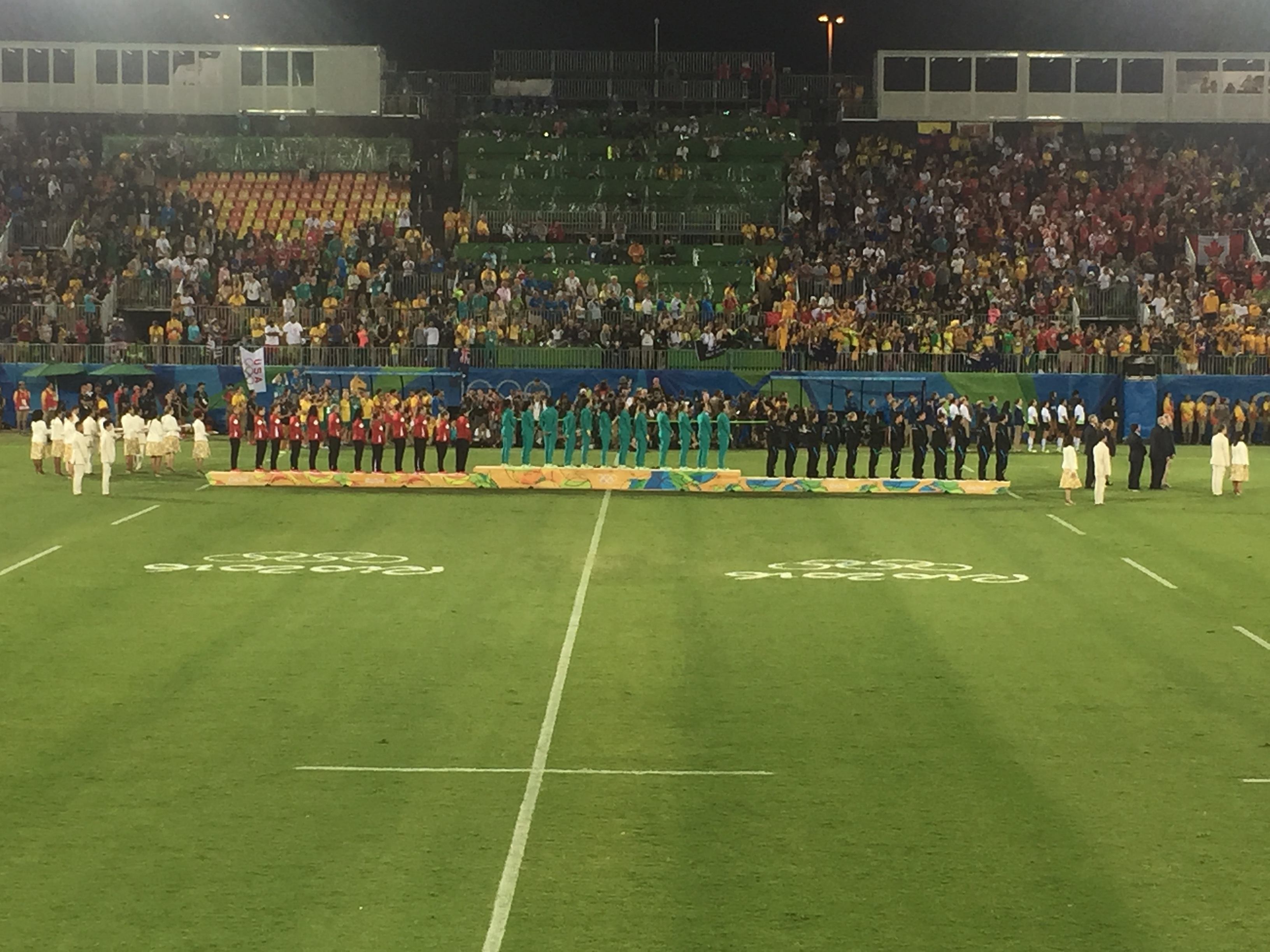
Podium des Jeux de Rio de Janeiro.

Elle manque le début de la saison 2015-2016 en raison d'une blessure au pied. Elle inscrit deux essais lors du quart de finale et deux lors de la demi-finale perdue face au Canada lors du tournoi de São Paulo, son seul tournoi de la saison avant la dernière étape disputée en France. Au terme de cette saison 2015-2016, McAlister compte 405 points en 86 matchs, 81 essais.
Sélectionnée dans le groupe de joueuses retenu par Sean Horan pour les Jeux olympiques d'été de 2016 de Rio de Janeiro, elle inscrit sept essais lors du tournoi féminin, deux contre le Kenya, deux contre l'Espagne et un contre la France lors des trois victoires du premier tour, puis deux en finale, perdue 24 à 17 contre l'Australie.

## Palmarès
Kayla McAlister remporte avec la sélection de Nouvelle-Zélande de rugby à sept les trois premières édition, de 2013 à 2015, des Women's Sevens Series, série de tournois de rugby à sept. Lors de sa première saison, elle remporte également la coupe du monde 2013. 
Elle remporte la médaille d'argent lors du tournoi féminin des Jeux olympiques d'été de 2016 à Rio de Janeiro. 
Sur le plan individuel, elle est désignée meilleure joueuse du monde de rugby à sept en 2013.

## Vie privée
Kayla McAlister est la fille de Charlie et Trish McAlister. Charlie est joueur de rugby à XIII évoluant en professionnel en Australie et en Angleterre. Il est ensuite entraîneur de Manawatu Rugby Union. Sa mère est une ancienne joueuse de netball. Son frère ainé, Luke est un international de rugby à XV. Il obtient 30 sélections avec les All Blacks entre 2005 et 2011.
Depuis 2017, Kayla McAlister est l'épouse de Pita Ahki, joueur de rugby qui joue en Top 14 avec le Stade toulousain, et ayant également joué avec l'équipe néo-zélandais de rugby à sept. Ils ont deux filles Stella et Camille.